# Gagea jaeschkei
Gagea jaeschkei là một loài thực vật có hoa trong họ Liliaceae. Loài này được Pascher miêu tả khoa học đầu tiên năm 1904.